# Leo Krell
Leo Krell (* 1888 in Würzburg; † 1961) war ein deutscher Germanist und Schuldirektor.

## Leben
Krell studierte an der Ludwig-Maximilians-Universität München und promovierte 1912 mit der Dissertation „Studien zur Sprache Fischarts aus seinen Reimen“. Zur Zeit der Weimarer Republik war Leo Krell von 1924 bis 1930 Schuldirektor der Oberrealschule in Kronach, dem heutigen Kaspar-Zeuß-Gymnasium.
Nach dem Zweiten Weltkrieg überarbeitete Leo Krell zusammen mit Leonhard Fiedler die ursprünglich von Joseph Rackl und Eduard Ebner 1907 vorgelegte, und dann von Karl Hunger fortgeführte, erfolgreiche Deutsche Literaturgeschichte, die noch viele Jahre weiter verlegt wurde.

## Publikationen (Auswahl)
- Studien zur Sprache Fischarts aus seinen Reimen, Dissertation, Kgl. Hof- und Universitäts-Buchdruckerei Dr. C. Wolf & Sohn, 1912/1913.
- Die Stadtmundart von Ludwigshafen am Rhein: Versuch einer Darstellung ihrer Laut- und Formenlehre (mit Einschluß der wichtigsten syntaktischen Erscheinungen) auf grammatischer Grundlage, Verlag H. Kayser, Kaiserslautern, 1927.
- Deutscher Sprachunterricht in Lehre und Beispiel zum Gebrauche an höheren Schulen, zus. mit Karl Küffner und Friedrich Dorner, Buchners Verlag, Bamberg, 1942.
- Deutsche Literaturgeschichte. Aufgrund von Rackl-Ebner-Hunger neu bearbeitet von Dr. Leo Krell und Dr. Leonhard Fiedler, 7., überarb. Aufl., C.C. Buchners Verlag, Bamberg 1960. Die 17. Aufl. erschien 1981 mit der ISBN 3-766-14141-4.

Als Herausgeber:
- Kabale und Liebe von Friedrich Schiller, Bayerischer Schulbuch-Verlag, 1948.
- Der Traum ein Leben, von Franz Grillparzer, Dramatisches Märchen in vier Aufzügen. Mit Einführung und Erläuterungen von Dr. Leo Krell, Buchners Verlag, Bamberg, 1954.